# Marsupopaea cupida
Marsupopaea cupida là một loài nhện trong họ Oonopidae.
Loài này thuộc chi Marsupopaea. Marsupopaea cupida được Eugen von Keyserling miêu tả năm 1881.